# Thomas Graves (amiral)
Cet article concerne Thomas Graves (v.1747-1814). Pour son cousin Lord Graves, voir Thomas Graves (1er baron Graves).
Thomas Graves (v. 1747 - 29 mars 1814) est un officier de marine de la Royal Navy britannique. Il sert pendant la guerre de Sept Ans, la guerre d'indépendance américaine, les guerres de la Révolution et napoléoniennes, et termine sa carrière militaire avec le grade d'amiral.

## Famille et jeunesse
Thomas Graves naît vers 1747, il est le troisième fils du Révérend John Graves de Castle Dawson, dans le comté de Londonderry, et de sa femme Jane Hudson. Neveu de l'amiral Samuel Graves, il est le cousin amiral Thomas, Lord Graves. Les trois frères de Thomas Graves servent comme capitaine dans la Navy, devenant amiraux surnuméraires. Thomas entre très jeune dans la marine, il sert pendant la guerre de Sept Ans sous les ordres de son oncle à bord du HMS Scorpion, HMS Duke, et HMS Venus. Une fois la paix de Paris signée, il est affecté au HMS Antelope avec son cousin Thomas, qui suit sur le HMS Edgar, et avec qui il est nommé, en 1765, alors en croisière sur les côtes de l'Afrique, lieutenant du HMS Shannon.

## Mers arctiques et Amérique du Nord
En 1770, Graves est lieutenant du HMS Arethusa, et en 1773 il est affecté au HMS Racehorse sous les ordres du capitaine Constantine Phipps pour un voyage d'exploration dans les mers Arctiques. Au cours des années qui suivent, il effectue un voyage en Amérique du Nord avec son oncle Samuel, et il reçoit le commandement du HMS Diana, un des petits schooners utilisé dans le lutte contre les contrebandiers. Avec un équipage de trente hommes, et un armement de quatre canons de 2-livres, et le 27 mai 1775, ayant été envoyé de Boston dans la Charles River, il est attaqué par un contingent important d'insurgents, au nombre d'environ 2 000 hommes, armé de deux canons. Vers minuit, alors que la marée se retire, laissant la Diana sur la vase, les forces coloniales parvient à l'incendier et l'équipage à abandonner le navire, Graves est gravement brûlé, ainsi que son frère John, alors lieutenant sur le navire amiral HMS Preston, qui avait été envoyé sur l'une des chaloupe du Preston au secours du Diana.

## Promotions et service ultérieur
Après cet incident Graves continue à être affecté dans d'autres missions autour de Boston et de Rhode Island jusqu'à ce que, appelé par son oncle, il rejoigne le HMS Preston et retourne en Angleterre mais il est peu de temps après renvoyé en Amérique du Nord dans le même vaisseau, commandé cette fois par le Commodore William Hotham. En 1779, il reçoit le commandement du sloop HMS Savage dans les Antilles et sur les côtes d'Amérique du Nord. En l'absence du commodore Edmund Affleck, il commande le HMS Bedford lors de la bataille de la baie de Chesapeake le 5 septembre 1781, lors du combat de Saint-Kitts le 26 janvier 1782, et à la bataille des Saintes les 9 et 12 avril, au cours duquel le Bedford se distingue.
À l'automne suivant, Graves reçoit le commandement de la HMS Magicienne, une frégate française capturée, à bord de laquelle, le 2 janvier 1783, il soutient un violent combat contre la frégate française Sibylle, qui escortait un second navire vers Chesapeake. Les deux frégates sont gravement endommagées, elles se séparent; la Magicienne rentre à La Jamaïque le surlendemain; la Sybille est capturée le 22 février 1783 par le HMS Hussar commandé par Thomas McNamara Russell.

## Retour à la paix et guerre de la Révolution française
La paix revenue, Graves passe plusieurs années en France et, au début des guerres de la Révolution il est sans affectation. Ce n'est qu'en octobre 1800 qu'il reçoit le commandement du HMS Cumberland, 74 canons, dans la flotte de la Manche, sous les ordres de Lord Saint-Vincent. Cette affectation est temporaire; puisque le 1er janvier 1801, il est promu Rear-Admiral de la White Squadron, et en mars il arbore son pavillon sur le HMS Polyphemus, 64 canons, dans une flotte envoyée en mer Baltique sous les ordres de Sir Hyde Parker.
Par la suite, Graves embarque sur le HMS Defiance, à bord duquel il est commandant en second du contre-amiral Nelson à la bataille de Copenhague le 2 avril 1801. Pour son action lors de cette important combat, il reçoit les remerciement du Parlement, et est fait Knight Commander de l'ordre du Bain. Vers fin juillet, sa flotte quitte la Baltique, et à son retour en Angleterre Graves, dont la santé s'était dégradée pendant cette campagne, se retire du service actif. Le HMS Foudroyant, commandé un temps par Christophe Nesham, arbore son pavillon dans la baie de Biscayne d'octobre 1804 à février 1805. Il est promu vice-amiral le 9 novembre 1805 et amiral le 2 août 1812. Il meurt dans sa maison de Woodbine Hill, près de Honiton le 29 mars 1814.

## Mariage et descendance
Il se marie deux fois, de ces unions nait une fille.